# 東大阪トラックターミナル
東大阪トラックターミナル（ひがしおおさかトラックターミナル）は、大阪府東大阪市本庄にある公共トラックターミナル。南海電気鉄道が運営する東大阪流通センターに位置する。

## 概要
大阪府都市開発株式会社（2014年に南海電気鉄道子会社となり泉北高速鉄道に商号変更）により1968年2月に設置された。
東大阪流通センターは、東大阪トラックターミナル、東大阪流通倉庫、東大阪配送センターで構成される。

## 沿革
- 1968年（昭和43年）2月 - 東大阪トラックターミナルが供用開始[1]
- 1969年（昭和44年）8月 - 東大阪流通倉庫が供用開始[1]
- 2025年（令和7年）4月1日 - 泉北高速鉄道が南海電気鉄道に吸収合併されたのに伴い[2]、東大阪トラックターミナルは同社に承継

## 施設
- 所在地 - 東大阪市本庄⼆丁⽬7番10号
- 敷地面積　174,868平方メートル
- バース数　346バース
- ヤマト運輸東大阪本庄営業所
- セイノースーパーエクスプレス東大阪航空営業所
- 付帯設備
  - 仮眠室（カプセルタイプ　156ベッド）
  - 給油設備
  - 洗車
  - タイヤサービス
  - 食堂
  - 浴場
  - コンビニエンスストア
  - 整骨院